# جون بينغهام (سياسي)
جون بينغهام (بالإنجليزية: John Bingham)‏ هو محامي ودبلوماسي وقاضي وسياسي أمريكي، ولد في 21 يناير 1815 في الولايات المتحدة، وتوفي في 19 مارس 1900 في كاديز في الولايات المتحدة. حزبياً، نشط في الحزب الجمهوري. وقد انتخب سفير وانتخب عضو مجلس النواب الأمريكي.